# Purushottam Mavalankar

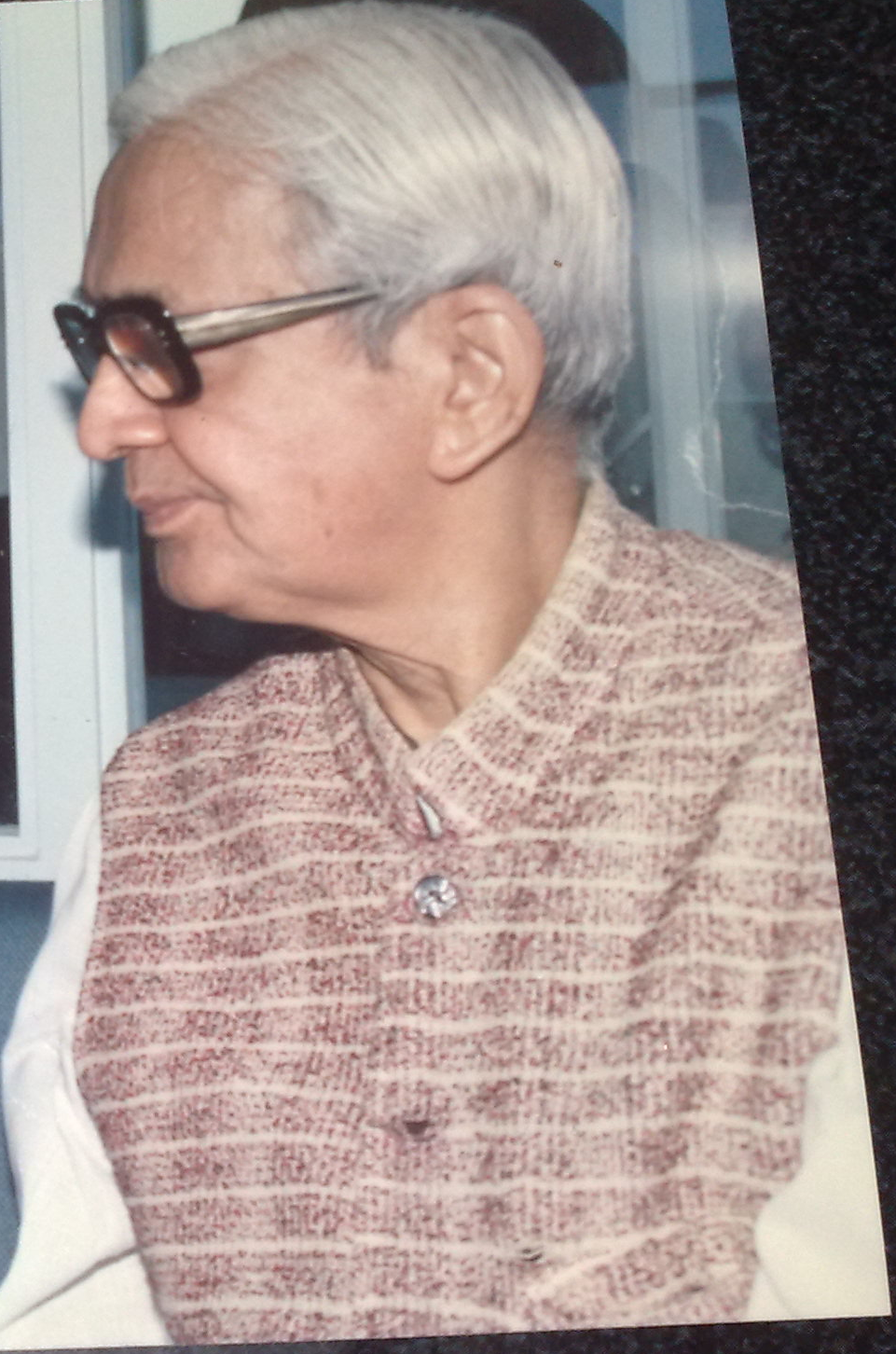
Purushottam Mavalankar in Ahmedabad, 1995.

Purushottam Ganesh Mavalankar (Anna Saheb, Tamil புருசோத்தமன் மாவலங்கர், * 3. August 1928, Ahmedabad, Britisch-Indien; gest. 14. März 2002, ebenda, Indien) war ein indischer Politikwissenschaftler, Pädagoge und unabhängiger Abgeordneter des Indischen Parlaments.
Mavalankar war der Sohn des ersten Sprechers der Lok Sabha, Ganesh Vasudev Mavalankar. 1972 wurde er bei einer Nachwahl im Wahlkreis Ahmedabad im Bundesstaat Gujarat in die 5. Lok Sabha gewählt. 1977 wurde er für die Janata Party in die 6. Lok Sabha von Gandhinagar (Gujarat) wiedergewählt. Die Wahl in Gandhinagar 1980 verlor er. Er starb am 14. März 2002.
Er war auch der Autor des Buches „No Sir“, das aus seinen Parlamentsreden während des Ausnahmezustands bestand.

## Harold Laski Institute
Mavalankar studierte bei Harold Laski in England und gründete 1954 das Harold Laski Institute of Political Science in Ahmedabad. In seiner Blütezeit hatte das Institut mehrere bedeutende Persönlichkeiten als Gastredner.  Es veröffentlichte außerdem eine große Anzahl von Zeitschriften und Büchern zur Politikwissenschaft.

## Protest gegen den Ausnahmezustand
Mavalankar war unabhängiger Abgeordneter, als Indira Gandhi den nationalen Ausnahmezustand verhängte. Während Oppositionsabgeordnete die Parlamentssitzung am 23. Juli entweder boykottierten oder inhaftiert wurden, wurde Mavalankar aufgrund des Ansehens seiner Familie nicht verhaftet. Mavalankar nahm an der Parlamentssitzung teil und protestierte gegen den Ausnahmezustand.